# Локомотив (баскетбольный клуб, Тбилиси)
«Локомотив» (Тбилиси) — советский мужской баскетбольный клуб из Тбилиси.

## О команде
Коллектив из Тбилиси был основан в 1936 году, до войны был сильнейшей командой Грузии, можно сказать, что в её состав входили все сильнейшие игроки Грузинской ССР. В 1938 году команда выиграла первенство СССР во второй группе. Добившись права играть в первой группе, тбилисцы в первом на высшем уровне сезоне-1939 лишь по разнице мячей уступили чемпиону — московскому «Локомотиву» и серебряному призёру — ленинградскому ГОЛИФК, заняв третье место. Следует отметить, что ни москвичам, ни ленинградцам команда не проиграла: ГОЛИФК был обыгран со счётом 27:24, а встреча с московскими одноклубниками завершилась ничьей 20:20. В следующем сезоне 1940 года, «Локомотив» выиграл серебряные медали, проиграв только чемпиону — «Буревестнику» (Ленинград) (19:47) и другой ленинградской команде — «Динамо» (32:26). В послевоенное время «Локомотив» ещё дважды играл в турнирах второй группы: в 1947 и 1948 годах. Позднее команда мастеров «Локомотива» была расформирована, а состав команды вошёл в состав «Динамо» (Тбилиси).

## Достижения
- Серебро чемпионата СССР: 1940

- Бронза чемпионата СССР: 1939